# L'Éclair des Pyrénées
L'Éclair des Pyrénées est un quotidien du groupe Sud Ouest, diffusé principalement dans le département des Pyrénées-Atlantiques, en Béarn et Soule. Il partage le site internet du quotidien La République des Pyrénées.

## Historique
Né, comme La République des Pyrénées, en 1944, la Libération de Pau ayant eu lieu le 22 aout 1944, L'Éclair des Pyrénées (alors nommé Éclair des Pyrénées) est issu des mouvements de résistance attachés aux valeurs de la démocratie chrétienne. L'Éclair des Pyrénées prend la suite du Patriote des Pyrénées. 
L'édition Béarn du quotidien a été dénommée successivement Éclair des Pyrénées en 1944, Éclair Pyrénées (éd. Béarn) en 1951, Éclair Pyrénées 3B en 1974 (3B pour : Basque, Béarn, Bigorre, ou Basque, Béarnais, Bigourdan), Éclair-Pyrénées/Pays de l’Adour en 1998 et L'Éclair en 2002. Coexistent jusqu'en 1974 deux autres éditions, Basque et Bigorre. Comme La République des Pyrénées, le quotidien publie actuellement dans la même édition les pages Béarn et Soule (province) (Xiberoa, en souletin).
Le choix du nom (ou titre) L'Éclair des Pyrénées pourrait faire allusion à la foudre et aux orages particulièrement impressionnants en haute montagne, dans les Pyrénées en particulier[réf. nécessaire].

## Description
Dès son origine, Éclair Pyrénées - devenu L'Éclair (des Pyrénées) - s'est situé au centre droit. Un point fort du quotidien est la couverture de l'actualité locale et départementale, comme La République des Pyrénées.
D'abord concurrents, les deux journaux se sont peu à peu rapprochés en mutualisant des moyens, et ils appartiennent depuis 1975 au groupe Sud Ouest. Chacun garde des spécificités, comme leurs éditoriaux.
L'Éclair des Pyrénées a aussi maintenu, chaque semaine, une rubrique d'articles en gascon béarnais (graphie fébusienne ou moderne). Le journal a notamment publié les chroniques écrites en gascon béarnais de l’abbé Maurice Lanot (né le 24 mai 1914, mort le 10 août 1985) ; ses amis les ont rassemblées en recueil, ouvrage publié avec traduction.
Aides à la presse d'information : en 2022, L'Éclair des Pyrénées est le 60e média en montant de subventions d'aides à la presse en France avec 294 000 euros d'aide directe.